# BHStB IIIb5
Die Reihe IIIb5 waren Heißdampflokomotiven mit drei Kuppelachsen und zweiachsigem Schlepptender in Bosnischer Spurweite, beschafft von 1907 bis 1913 durch die Bosnisch-Herzegowinischen Staatsbahnen (BHStB). Bei den Jugoslawischen Eisenbahnen (JDŽ, später JŽ) wurden sie als Baureihe 73 bezeichnet.

## Geschichte
In den ersten Jahren des 20. Jahrhunderts überholte der technische Fortschritt die komplizierte Klose-Konstruktion, wie sie bei den Reihen IIIa4, IIa4 und IIIa5 verwendet wurde. Die Entwicklung des Krauss-Helmholtz-Lenkgestells in Verbindung mit seitlich verschiebbaren Kuppelachsen ermöglichte den Bau von mehrfach gekuppelten und trotzdem gut bogenläufigen Dampflokomotiven. Krauss in Linz entwarf deshalb 1907 die Schlepptenderlokomotiven der Reihe IIIb5 als Dreikuppler-Heißdampflokomotive, nachdem die Schnellzuglokomotiven der Reihe IIa4 mit Verbund-Antrieb und nur zwei angetriebenen Achsen für die gestiegenen Zuglasten mittlerweile zu schwach geworden waren. Wegen der gemeinsamen Verwaltung durch die österreichische und die ungarische Reichshälfte von Bosnien-Herzegowina stammten 15 Maschinen aus dem Werk Linz von Krauss und die anderen 8 von der Budapester Maschinenfabrik (MÁVAG).
Die Lokomotiven bewährten sich bestens und kamen bevorzugt auf der Bosnabahn zwischen Bosanski Brod und Sarajevo zum Einsatz. Bei den Jugoslawischen Eisenbahnen (JDŽ, später JŽ) wurden sie als Reihe 73 bezeichnet. Als im Jahr 1947 die Bosnabahn wegen der neuen Normalspurstrecke Šamac–Sarajevo im Abschnitt Doboj–Zenica abgebaut wurde, kamen die Maschinen unter anderem auch auf die Talstrecke der Narentabahn zwischen Konjic und Ploče. Aber auch im Verkehr von Belgrad ausgehend sowie auf dem Abschnitt Prijedor–Sanica Donja der ehemaligen Steinbeisbahn waren sie noch bis in die 1960er und 70er-Jahre im Einsatz. 1965 waren noch 22 Lokomotiven vorhanden, wobei 5 der Direktion Belgrad und 17 der Direktion Sarajevo zugeteilt waren.

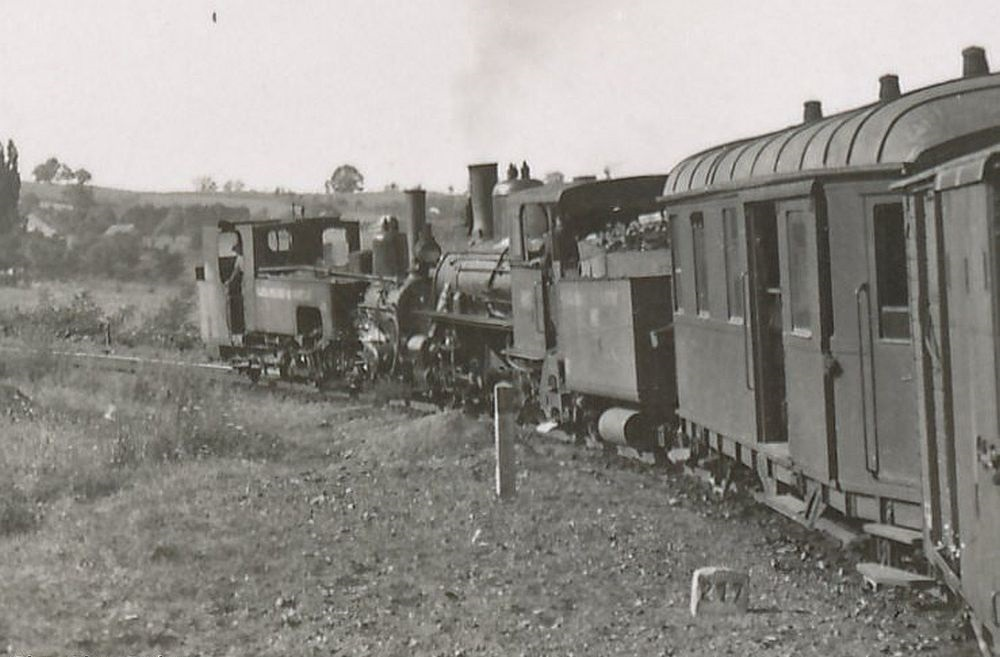
Zug auf der Bosnabahn mit einer JDŽ 73 und einer rückwärtsfahrenden JDŽ 189 als Vorspannlokomotive
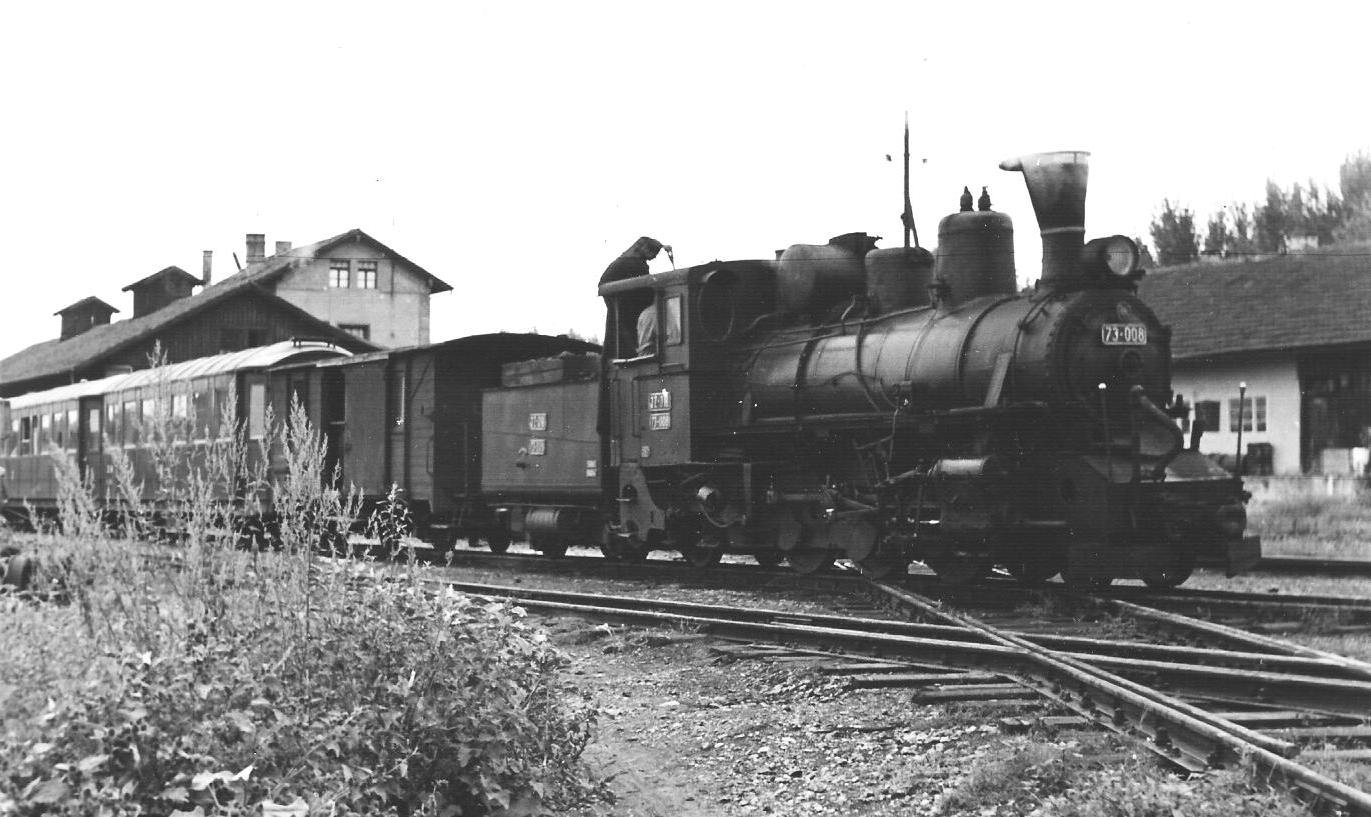
Abfahrbereiter Zug der Steinbeisbahn in Prijedor mit JŽ 73-008
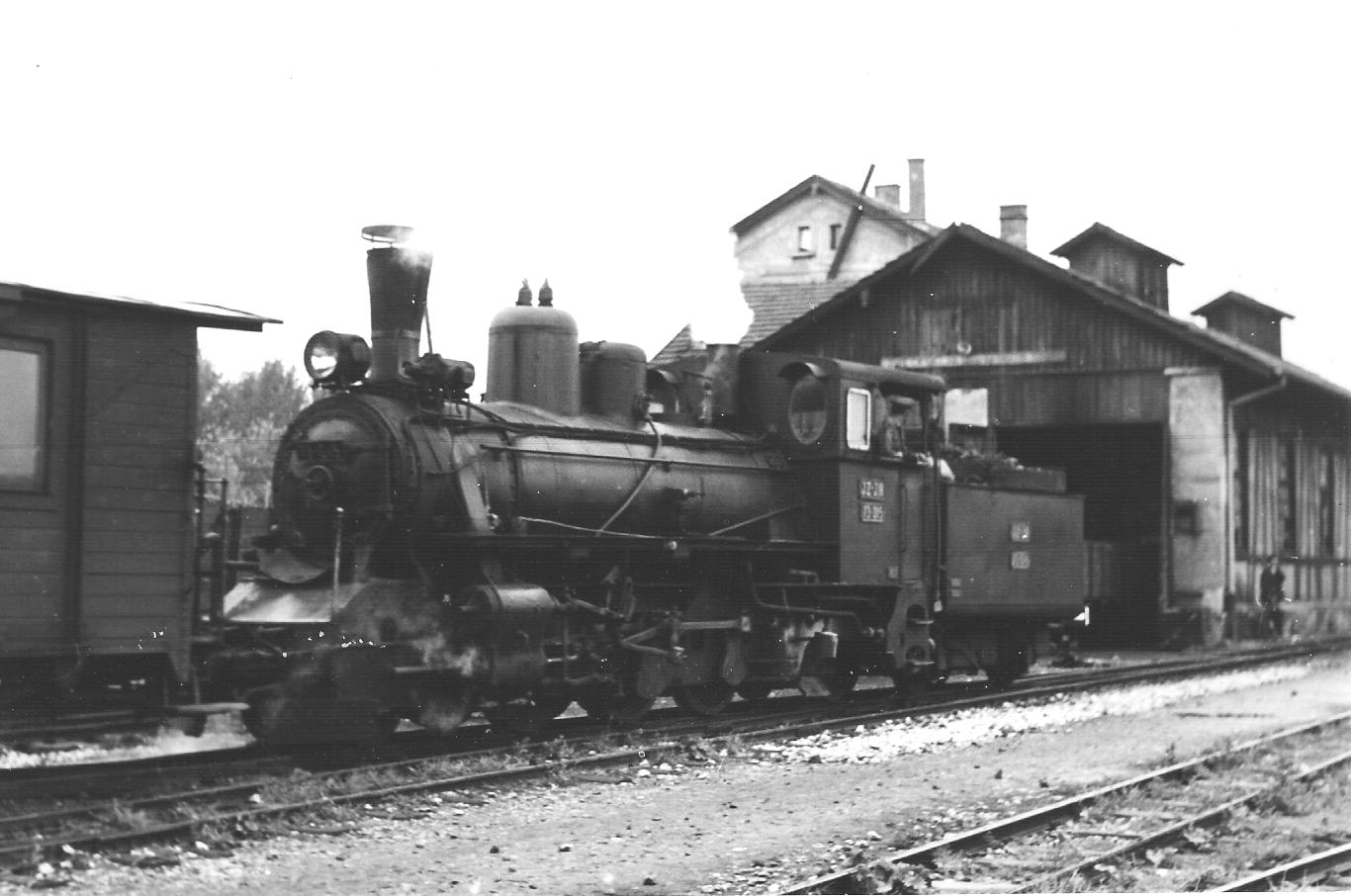
JŽ 73-015 vor dem Heizhaus in Prijedor im August 1967

## Technische Merkmale

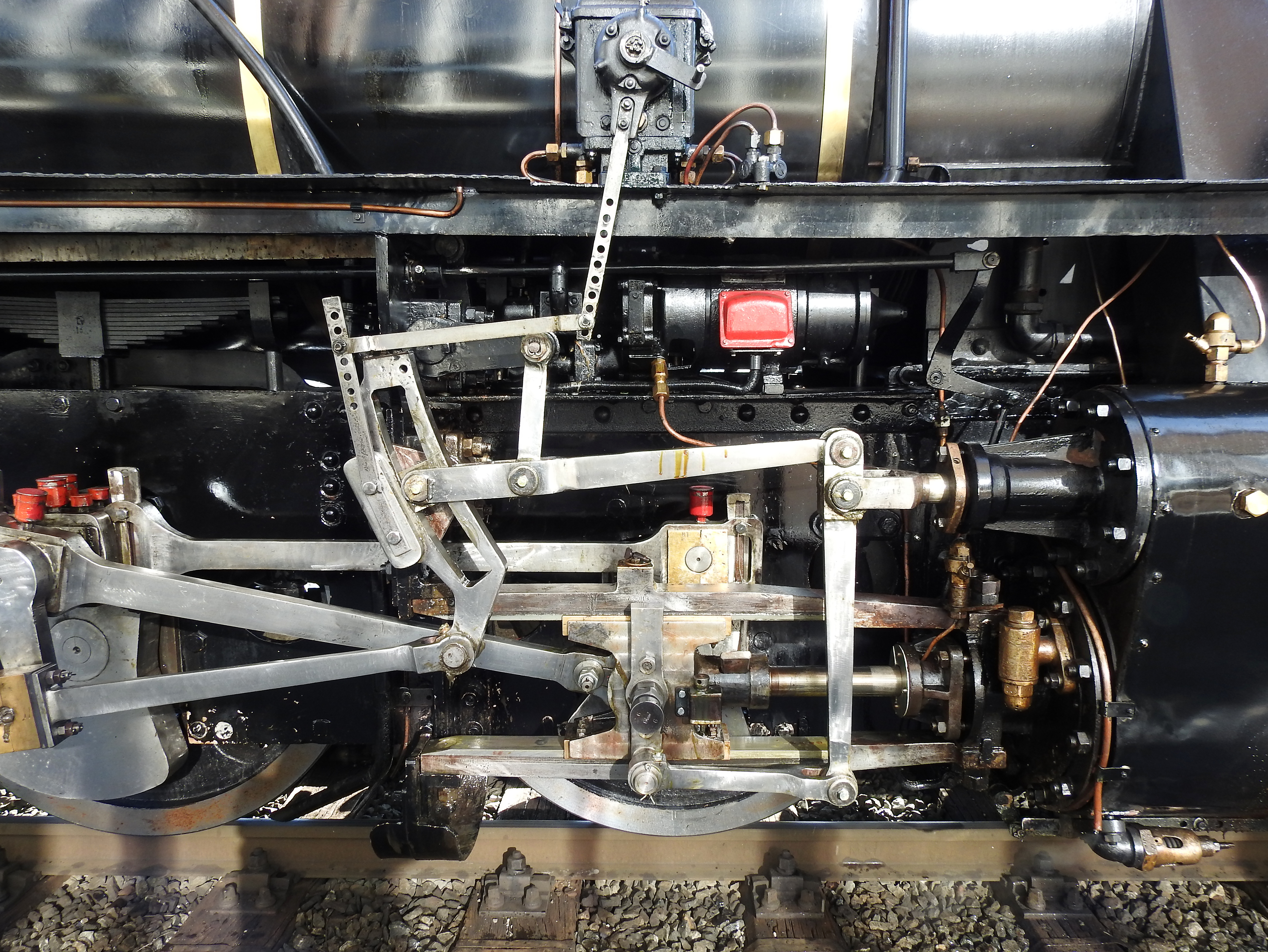
Das Triebwerk mit Heusinger-Steuerung und Kolbenschiebern

Nachdem man 1906 bei den Lokomotiven IIIc5 751–752 noch einen wenig bewährten Dampftrockner der Bauart Clench-Gölsdorf eingebaut hatte, wagte man hier den Schritt zu einem echten Überhitzer der Bauart Schmidt. Bereits ab 1905 hatte sich dieser bei der NÖLB Uh und ab 1906 bei den Mh gut bewährt und zu deutlichen Wasser- und Kohleersparnissen geführt. Die Zylinder waren deshalb erstmals bei den BHStB mit Kolbenschiebern ausgestattet.
Die Prärie-Lokomotiven mit Außenrahmen und einer breiten Feuerbüchse werden vorne und hinten mit Krauss-Helmholtz-Gestellen geführt. Der Antrieb erfolgt auf die mittlere spurkranzlose Kuppelachse. Die Reihe IIIb5 hat somit ähnlich wie die älteren Klose-Maschinen keinen festen Radstand, aber eine große geführte Länge. Mit diesem Fahrwerk ist die Lokomotive für Radien bis zu 60 Meter geeignet. Der Antrieb erfolgt über Hallsche Kurbeln, die Steuerung nach dem System Heusinger. Da der Abschnitt Bosanski Brod–Doboj damals immer noch auf eine Achslast von 6,8 t limitiert war, kam ein Kessel in der Größe der IVa5 nicht in Betracht.
Wie schon vorher bei den IIa4 und später den SHS IVc6 (JDŽ 85) ist der große Treibraddurchmesser von 1.100 mm für eine Höchstgeschwindigkeit von 60 km/h geeignet, was für die damalige Zeit mit einer Standardgeschwindigkeit von 35 km/h (auch auf normalspurigen Strecken) beachtlich war. Bei den JDŽ war sie allerdings auf 50 km/h begrenzt. Die Lokomotiven sind mit der Vakuumbremse Bauart Gresham und einer Handspindelbremse ausgerüstet. Die einzelnen Lokomotiven unterschieden sich in der Anordnung der Sandkästen, einige Maschinen waren auch mit einem Kobel-Funkenfänger ausgestattet.
Die Leistung wird – wie bei den Lokomotiven der BHStB allgemein üblich – in der Literatur recht konservativ und vorsichtig mit nur 230 PSi angegeben. Dem entgegen stehen aber beförderte Lasten von 125 t mit 45 km/h auf 8 ‰ und entsprechend ca. 370 PSi. Und selbst 160 t mit 40 km/h auf 10 ‰ Steigung waren noch möglich, was allerdings schon ca. 450 PSi entspricht. Der leistungsfähige Kessel und das Triebwerk sollten dafür aber ausreichend gewesen sein, in der Belastungstabelle von 1938 sind zum Teil noch höhere Beanspruchungen angegeben.

## Erhaltene Exemplare
Insgesamt blieben drei Lokomotiven erhalten, die JŽ 73-002 steht in der Fahrzeugsammlung am Bahnhof in Požega (Serbien) und die JŽ 73-018 in Jablanica (Herzegowina) an der ehemaligen Neretvabrücke.
Nach jahrelangen Verhandlungen gelang es dem Club 760, die in Prijedor abgestellte JŽ 73-019 zu erwerben und am 2. Februar 1982 nach Österreich zu bringen. Sie wurde in der ÖBB-Hauptwerkstätte Knittelfeld äußerlich aufgearbeitet und in der Fahrzeughalle in Frojach eingestellt. Zur Feier „100 Jahre Schmalspurbahn in Österreich“ war sie neben vielen anderen Lokomotiven in Ober-Grafendorf ausgestellt und 1999 im Rahmen der Steirischen Landesausstellung als Exponat in Knittelfeld.
Bis 2009 war sie wieder in Frojach, anschließend kam sie nach České Velenice in die dortige Bahn-Werkstatt zur betriebsfähigen Aufarbeitung. Wegen den umfangreichen Arbeiten – unter anderem ein Neubaukessel der Grazer Firma Tschuda – und einem zwischenzeitlichen Konkurs der Reparaturfirma zogen sich die Arbeiten bis 2014 hin. Anschließend wurde sie nach Zell am See an ihren aktuellen Einsatzort gebracht und dort fertiggestellt. Neben dem notwendigen Zugleitsystem wurde wegen der fehlenden Wendemöglichkeiten auch eine Rückwand am Führerhaus angebaut.
Im Juli 2015 erfolgte dann die erste öffentliche Fahrt auf der Strecke nach Krimml. Die Lokomotive ist langfristig an die Pinzgauer Lokalbahn vermietet und kommt bei den sommerlichen Dampfzügen und regelmäßigen Sonderfahrten im Wechsel mit der Mh 3 (ex ÖBB 399.03) zum Einsatz. In Erinnerung an die wechselvolle Geschichte trägt die intern als Ds 9 bezeichnete Lokomotive auf einer Seite die Beschilderung der BHStB und auf der Heizerseite jene der JŽ.

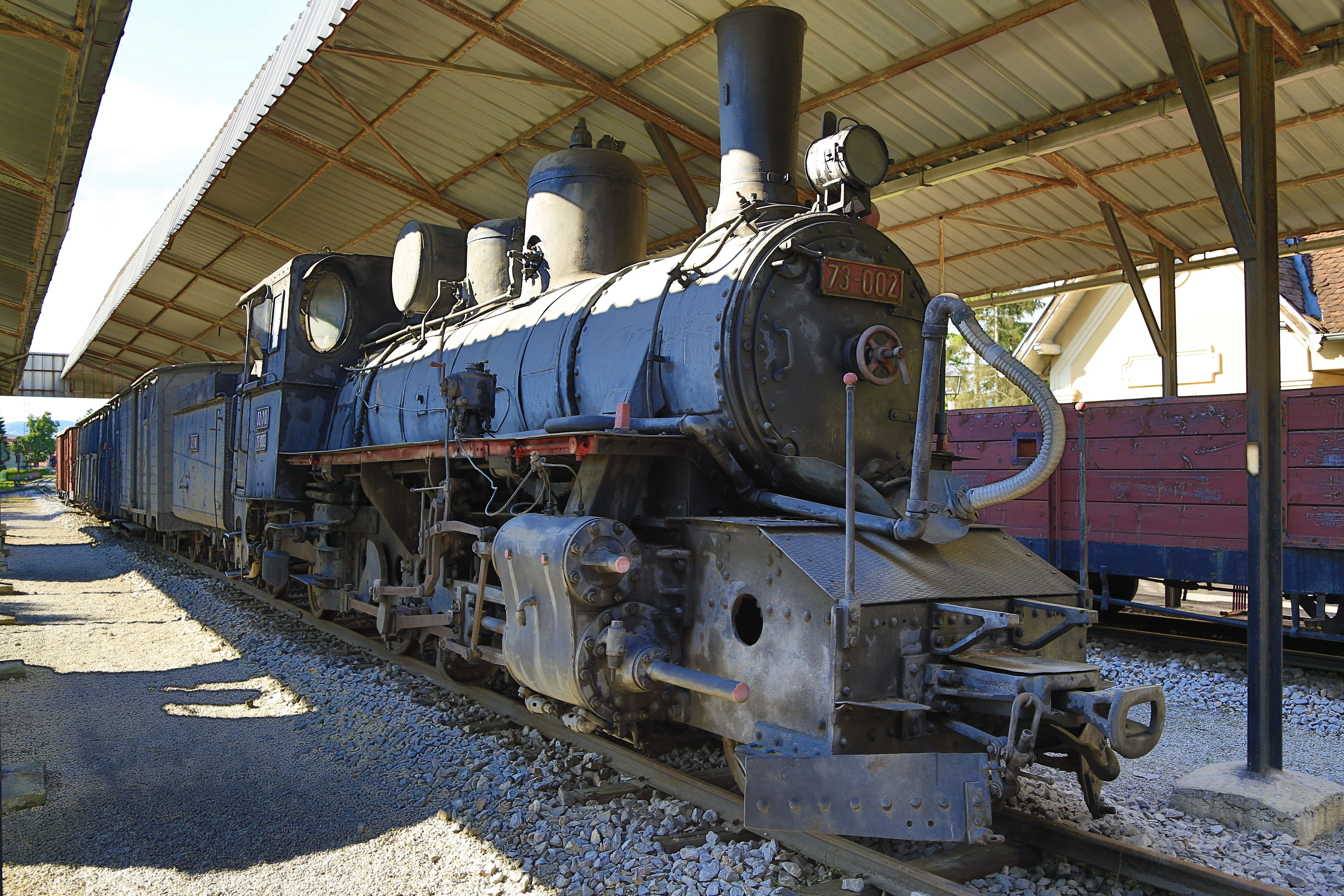
JŽ 73-002 ist im Eisenbahnmuseum Požega in Serbien ausgestellt.
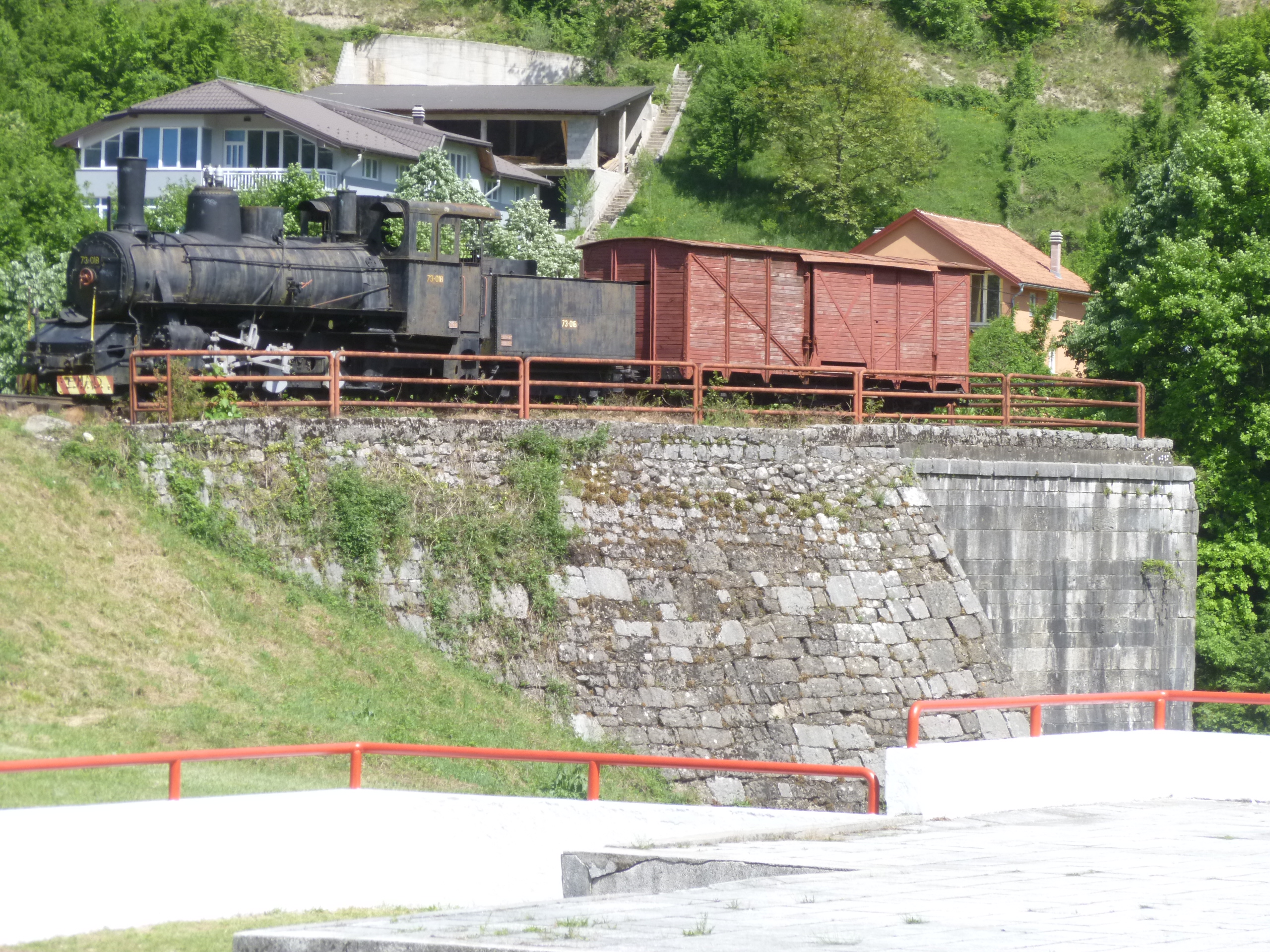
JŽ 73-018 steht auf dem Widerlager der 1943 gesprengten Brücke über die Neretva in Jablanica
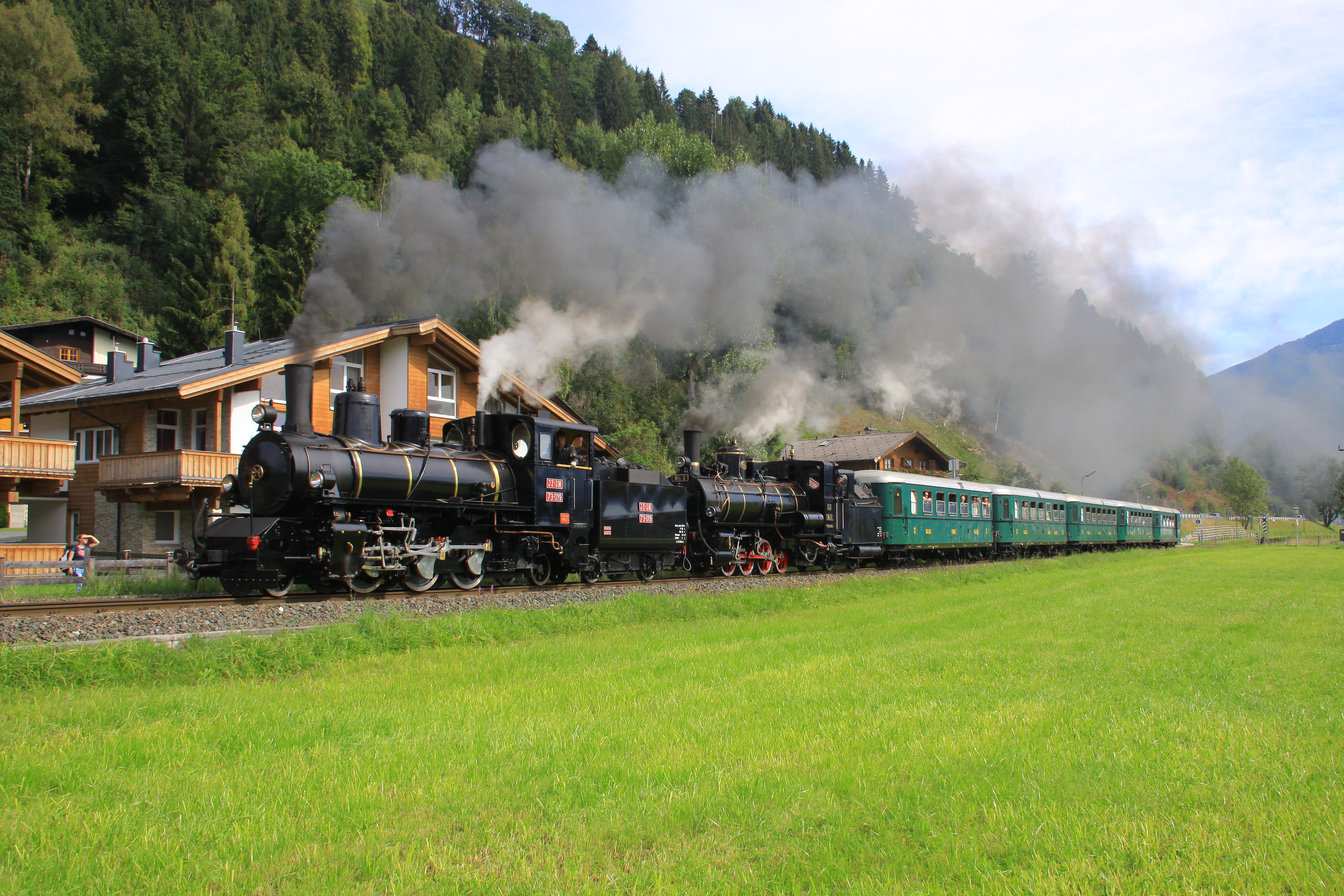
Die 73-019 des Club 760 verkehrt seit 2015 auf der Pinzgauer Lokalbahn
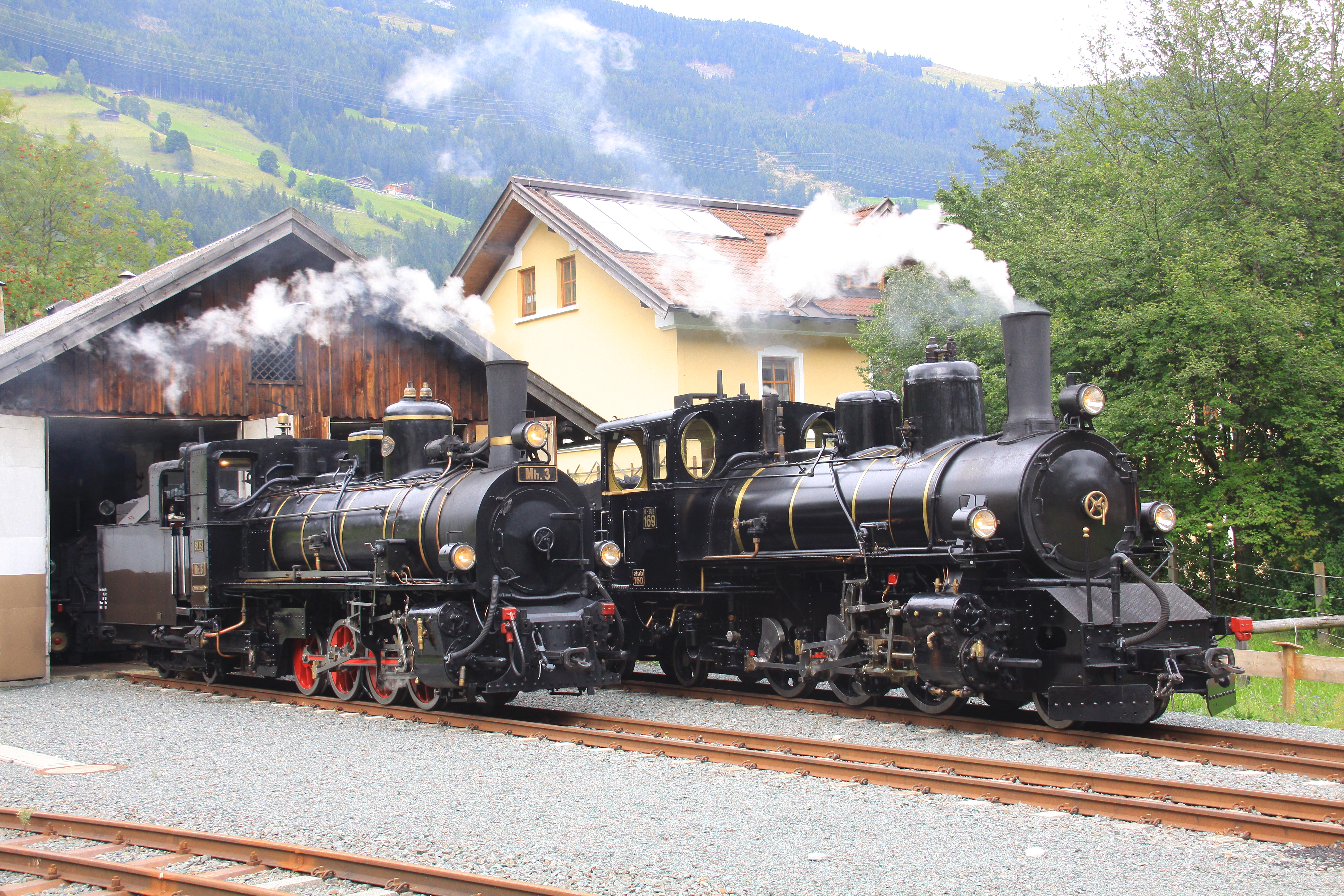
ex ÖBB 399.03 und ex JŽ 73-019 vor dem Heizhaus in Krimml
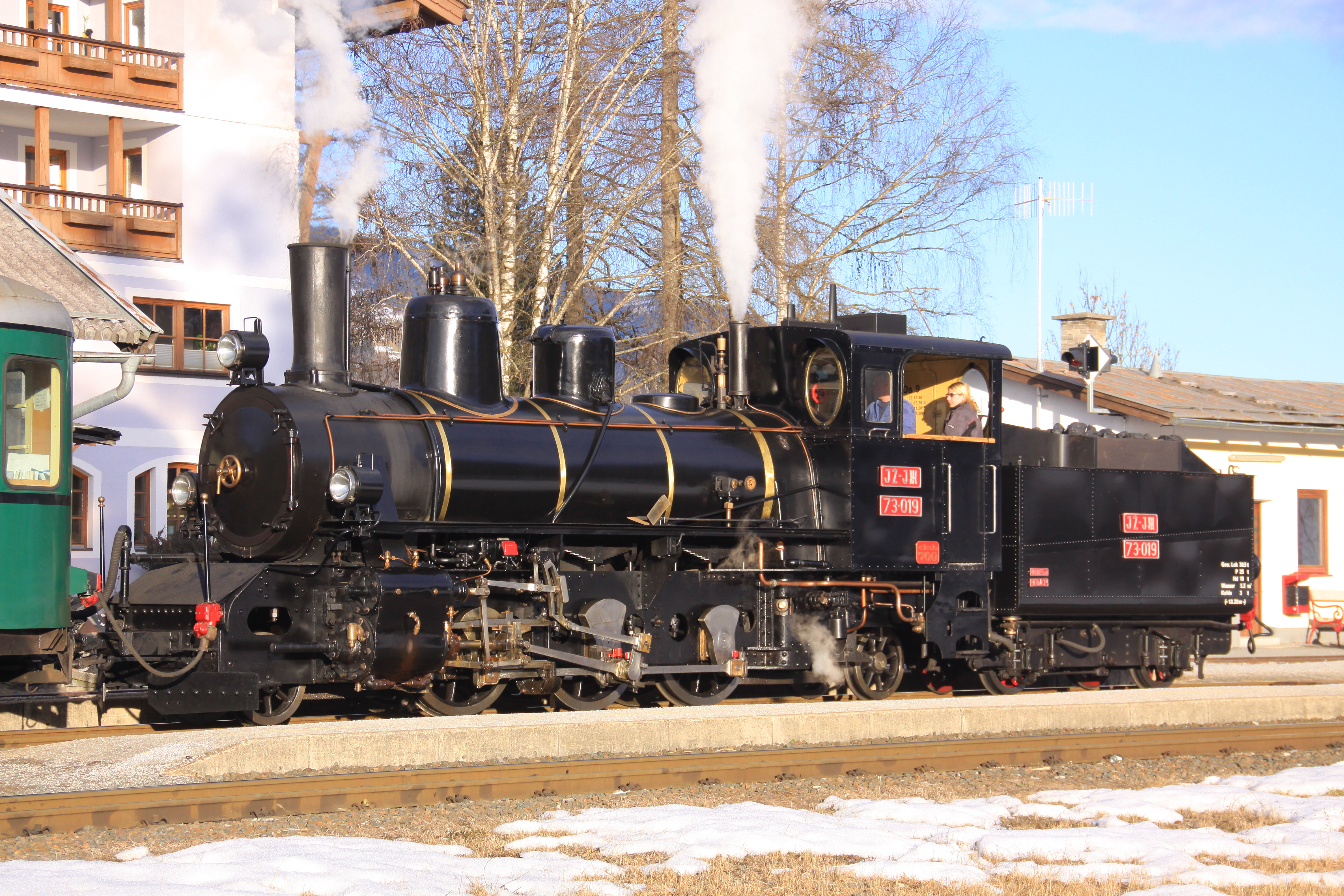
ex JŽ 73-019 in Uttendorf im Pinzgau

## Lokomotivliste
| Hersteller     | Fabriks- Nummer | Baujahr | BHStB-Nr. bis 1908 | BHLB-Nr. SHS-Nr. | JDŽ-Nr. ab 1933 | Verbleib                       | Anmerkung     |
| -------------- | --------------- | ------- | ------------------ | ---------------- | --------------- | ------------------------------ | ------------- |
| Krauss/Linz    | 5700            | 1907    | IIIb5 151          | IIIb5 151        | 73-001          |                                |               |
| Krauss/Linz    | 5770            | 1907    | IIIb5 152          | IIIb5 152        | 73-002          | Eisenbahnmuseum Požega         | Denkmal       |
| Krauss/Linz    | 5771            | 1907    | IIIb5 153          | IIIb5 153        | 73-003          |                                |               |
| Krauss/Linz    | 5963            | 1908    | IIIb5 154          | IIIb5 154        | 73-004          |                                |               |
| Krauss/Linz    | 5964            | 1908    | IIIb5 155          | IIIb5 155        | 73-005          |                                |               |
| Krauss/Linz    | 5965            | 1908    | IIIb5 156          | IIIb5 156        | 73-006          |                                |               |
| Krauss/Linz    | 5966            | 1908    | IIIb5 157          | IIIb5 157        | 73-007          |                                |               |
| Krauss/Linz    | 5967            | 1908    | IIIb5 158          | IIIb5 158        | 73-008          |                                |               |
| Krauss/Linz    | 5968            | 1908    | IIIb5 159          | IIIb5 159        | 73-009          |                                |               |
| Krauss/Linz    | 5969            | 1908    | IIIb5 160          | IIIb5 160        | 73-010          |                                |               |
| Krauss/Linz    | 5970            | 1908    | IIIb5 161          | IIIb5 161        | 73-011          |                                |               |
| Krauss/Linz    | 5971            | 1908    | IIIb5 162          | IIIb5 162        | 73-012          |                                |               |
| Krauss/Linz    | 6479            | 1911    |                    | IIIb5 163        | 73-013          |                                |               |
| Krauss/Linz    | 6480            | 1911    |                    | IIIb5 164        | 73-014          |                                |               |
| Krauss/Linz    | 6481            | 1911    |                    | IIIb5 165        | 73-015          |                                |               |
| MÁVAG/Budapest | 2829            | 1911    |                    | IIIb5 166        | 73-016          |                                |               |
| MÁVAG/Budapest | 2830            | 1911    |                    | IIIb5 167        | 73-017          |                                |               |
| MÁVAG/Budapest | 3286            | 1913    |                    | IIIb5 168        | 73-018          | Denkmal Jablanica              | Denkmal       |
| MÁVAG/Budapest | 3287            | 1913    |                    | IIIb5 169        | 73-019          | Club 760 (Pinzgauer Lokalbahn) | betriebsfähig |
| MÁVAG/Budapest | 3288            | 1913    |                    | IIIb5 170        | 73-020          |                                |               |
| MÁVAG/Budapest | 3289            | 1913    |                    | IIIb5 171        | 73-021          |                                |               |
| MÁVAG/Budapest | 3290            | 1913    |                    | IIIb5 172        | 73-022          |                                |               |
| MÁVAG/Budapest | 3291            | 1913    |                    | IIIb5 173        | 73-023          |                                |               |

| Bahngesellschaft                                      | Bahngesellschaft                              | Zeitraum      |
| ----------------------------------------------------- | --------------------------------------------- | ------------- |
| BHStB                                                 | Bosnisch-Herzegowinische Staatsbahnen         | 1895 bis 1908 |
| BHLB                                                  | Bosnisch-Herzegowinische Landesbahnen         | 1908 bis 1918 |
| SHS                                                   | Železnice Kraljevine Srba, Hrvata i Slovenaca | 1918 bis 1929 |
| JDŽ                                                   | Jugoslovenske Državne Železnice               | 1929 bis 1954 |
| HDŽ                                                   | Hrvatske Državne Železnice                    | 1941 bis 1945 |
| JŽ                                                    | Jugoslovenske Železnice                       | 1954 bis 1991 |
| Die Umzeichnung von SHS auf JDŽ fand erst 1933 statt. |                                               |               |